# Nerikare
Nerikare là một vị pharaon Ai Cập thuộc vương triều thứ 13 trong thời kỳ Chuyển tiếp thứ Hai. Theo các nhà Ai Cập học Kim Ryholt và Darrell Baker, ông là vị vua thứ ba của vương triều này và đã cai trị trong một thời gian ngắn vào khoảng năm 1796 TCN. Mặt khác, Jürgen von Beckerath lại coi Nerikare là vị vua thứ 23 của vương triều thứ 13, cai trị sau Sehetepkare Intef.

## Chứng thực
Nerikare được biết đến chủ yếu từ một tấm bia đá duy nhất có niên đại là vào năm thứ nhất thuộc triều đại của ông. Tấm bia đá này đã được công bố vào năm 1897 nhưng ngày nay đã bị mất.
Ngoài ra, tên prenomen của một vị vua có thể là Nerikare được chứng thực trên một ghi chép mực nước sông Nile đến từ Semna, gần thác nước thứ hai của sông Nile ở Nubia. Ghi chép được xác định niên đại là vào năm trị vì đầu tiên của vị vua này, có tên được đọc là "Djefakare" bởi các nhà Ai Cập học F. Hintze và W. F. Reineke. Tuy nhiên, Kim Ryholt lưu ý rằng tên prenomen này đã bị đọc sai bởi những người phát hiện ra bản ghi chép này bởi vì ký hiệu G14 của Gardiner là nry, tượng trưng cho một con kền kền, đã bị hiểu nhầm với ký hiệu G42 tượng trưng cho một con vịt và đọc là ḏf3. Do đó, Ryholt và những người khác như là Darrell Baker, ngày nay đọc tên gọi này là "Nerikare".

## Vị trí trong biên niên sử
Ryholt chỉ ra rằng các ghi chép sông Nile được biết đến, mà tương tự như cái được ông ta quy cho thuộc về Nerikare, tất cả đều có niên đại nằm trong khoảng thời gian từ cuối vương triều thứ 12 cho tới đầu vương triều thứ 13. Do đó, ông ta kết luận rằng Nerikare cũng phải là một vị vua thuộc khoảng thời gian này, và vì "Nerikare" không xuất hiện trong cuộn giấy cói Turin, Ryholt đề xuất rằng ông đã được đề cập tới trong chỗ khuyết wsf ảnh hưởng đến vị vua thứ ba của vương triều này trong cuộn giấy cói Turin (cột thứ 7, hàng thứ 6). Một dấu hiệu chỗ khuyết wsf (theo nghĩa đen là "khuyết") là một lỗ hổng trong văn bản mà từ đó cuộn giấy cói Turin được sao chép lại vào thời đại Ramesses. Điều này sẽ thiết lập Nerikare như là vị vua thứ ba của vương triều này, mặc dù chỗ khuyết trên có thể bao gồm hai vị vua và Nerikare có khả năng là vị vua thứ tư, tiếp sau một vị vua vô danh. Độ dài triều đại của Nerikare được thuật lại chính xác là 6 năm trên cuộn giấy cói Turin, tuy nhiên Ryholt chỉ ra rằng điều này lại đúng cho tất cả các vị vua được đánh dấu là wsf và rằng con số này dường như đã được tác giả của bản danh sách vua trên chèn vào để tránh các khoảng trống theo thứ tự thời gian. Thay vào đó, Ryholt đề xuất rằng Nerikare đã trị vì chỉ trong 1 năm. Hơn nữa, sự tồn tại của một ghi chép mực nước sông Nile có niên đại vào năm trị vì đầu tiên của ông chỉ ra rằng ông đã lên ngôi vào thời điểm bắt đầu của một năm lịch biểu, trước mùa ngập lụt vốn là thời điểm mà những ghi chép như vậy được viết.

## Nomen
Trong nghiên cứu về thời kỳ Chuyển tiếp thứ hai vào năm 1997 của mình, Kim Ryholt đề xuất rằng tên nomen của Nerikare có thể là "Sobek". Tên nomen này xuất hiện trên ba con dấu, mà có thể được xác định niên đại là thuộc vào vương triều thứ 13, trước thời Sobekhotep III. Bởi vì chỉ có tên nomen của hai vị vua thuộc thời kỳ này là chưa được biết đến, ông ta lập luận rằng chỉ Nerikare hoặc Sekhemrekhutawy Khabaw mới có thể mang tên nomen này.